# Antocha (Orimargula) longicornis
Antocha (Orimargula) longicornis is een tweevleugelige uit de familie steltmuggen (Limoniidae). De soort komt voor in het Afrotropisch gebied.